# Joseph Guichard
Joseph Benoit Guichard (Lione, 14 novembre 1806 – 31 marzo 1880) è stato un pittore francese.

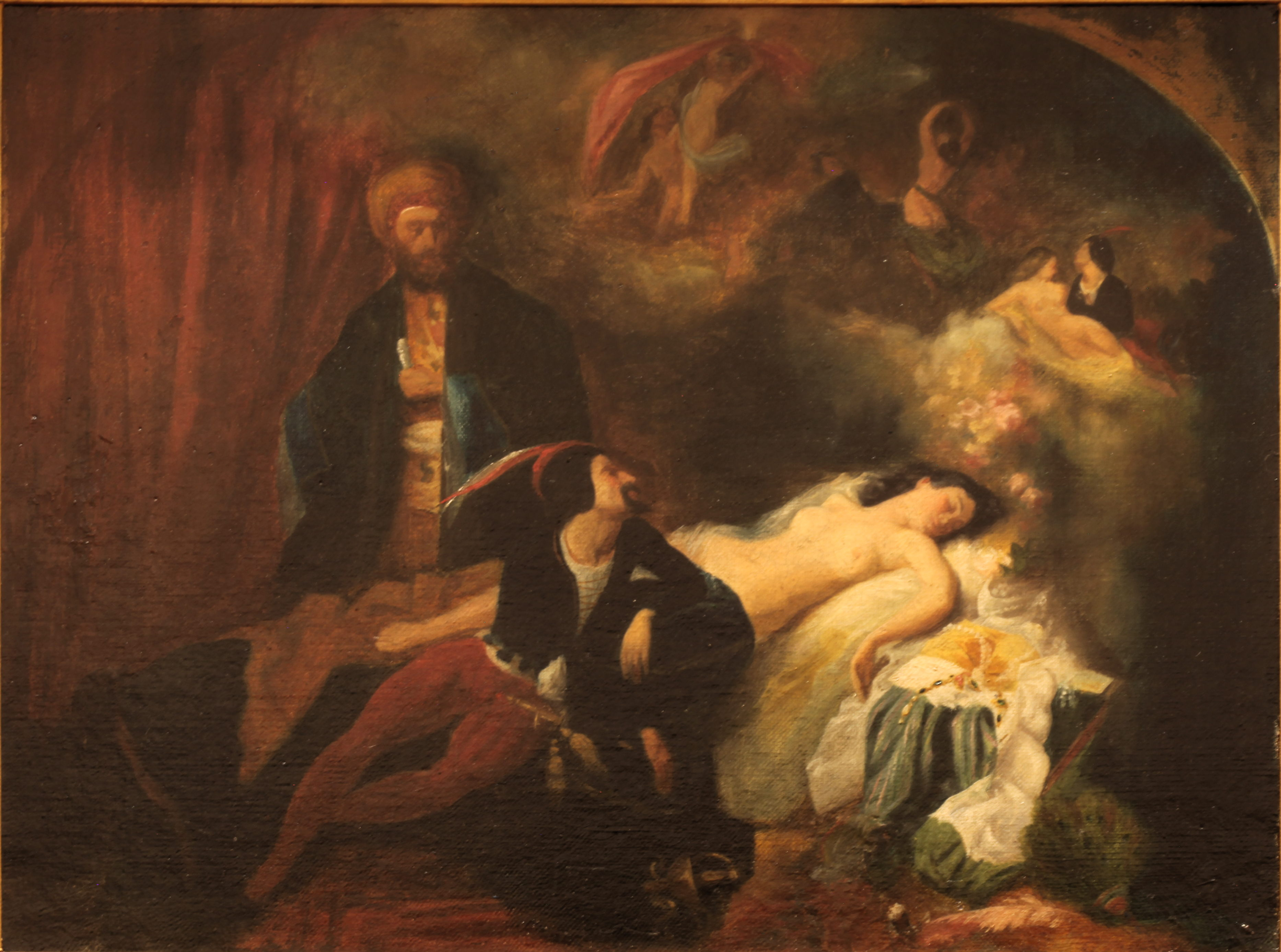
Sogno d'amore, musée des beaux-arts (Lione).

Guichard fu allievo di Rey e di Pierre Révoil nell'Accademia delle belle arti di Lione. Nel 1819 fu ammesso a quella di Parigi dove collaborò con Ingres, contemporaneamente frequentava l'atelier di Delacroix. Nel 1831 debuttò al Salon con dei ritratti e nel 1833 con quattro quadri, dei quali la grande tela il Sogno d'amore fu oggetto di un acceso dibattito. Nel 1835 fu inviato dal governo a Roma e vi soggiornò cinque anni. Nel 1862 diresse la cattedra di pittura nell'Accademia di Lione, successivamente fu nominato direttore e subito dopo conservatore del locale museo. La sua pittura spazia sia nell'ambito classico quanto in quello romantico. Fu maestro di Bracquemont e di Berthe Morisot e fu un esponente della Scuola di Lione.